# Io ti avrò (romanzo)
Io ti avrò (How to Marry a Marquis) è un romanzo della scrittrice americana Julia Quinn pubblicato nel 1999. Il romanzo appartiene alla saga nota come Gli Agenti della Corona.

## Trama
Elizabeth Hotchkiss è una giovane donna di buona famiglia ma senza mezzi, costretta a lavorare come dama di compagnia per mantenere i suoi fratelli. Decisa a trovare un marito ricco, scopre un libro intitolato *Come sposare un marchese* e decide di metterne in pratica i consigli. James Sidwell, marchese di Riverdale, sta indagando sotto copertura come maggiordomo nella casa dove Elizabeth lavora, per proteggere la zia da un possibile ricatto. Quando i due si incontrano, scatta subito l’attrazione, ma i segreti e le identità nascoste metteranno a dura prova la fiducia tra loro.

## Edizioni
- Julia Quinn, Io ti avrò, Mondadori, 2022.